# Neoculladia
Neoculladia é um gênero de mariposa pertencente à família Crambidae.